# Ostrowąsy Milickie
Ostrowąsy Milickie – dawny wąskotorowy przystanek osobowy w Ostrowąsach, w gminie Milicz, w powiecie milickim; w województwie dolnośląskim, w Polsce. Został otwarty w 1894 roku. Zamknięty został w 1991 roku.